# Erisum III
Erisum III (em acádio: Erišum) foi um rei do Antigo Império Assírio que reinou por 13 anos, mas cujas datas são incertas. Por ter sido coetâneo de Eagamil, último rei da dinastia do País do Mar, e Gandas, primeiro rei da dinastia cassita, ambos oriundos de Cardunias (Babilônia), se pensa que reinou em ca. 1 595 a.C., quando a cidade da Babilônia foi tomada pelos cassitas. Era membro da dinastia de Belubani e filho de Suninua. Foi antecedido por seu irmão Sarmadade II e sucedido por seu filho Samsiadade II. Não há inscrições conhecidas de seu reinado e sua existência é atestada na Lista Real Assíria e na Crônica Sincronística.